# 好莱坞高速公路
好莱坞高速公路（英語：Hollywood Freeway）是洛杉矶的高速公路干线之一，连接着洛杉矶盆地和圣费尔南多谷，由101号美国国道部分路段和170号加利福尼亚州州道部分路段共同组成，是洛杉矶最繁忙的高速公路之一。全路段符合高速公路标准，是加州高速及快速公路系統的组成部分。该公路是洛杉矶第二老的高速公路，仅次于110号州道在10号州际公路北边的阿罗约·塞科公园道。

## 路线

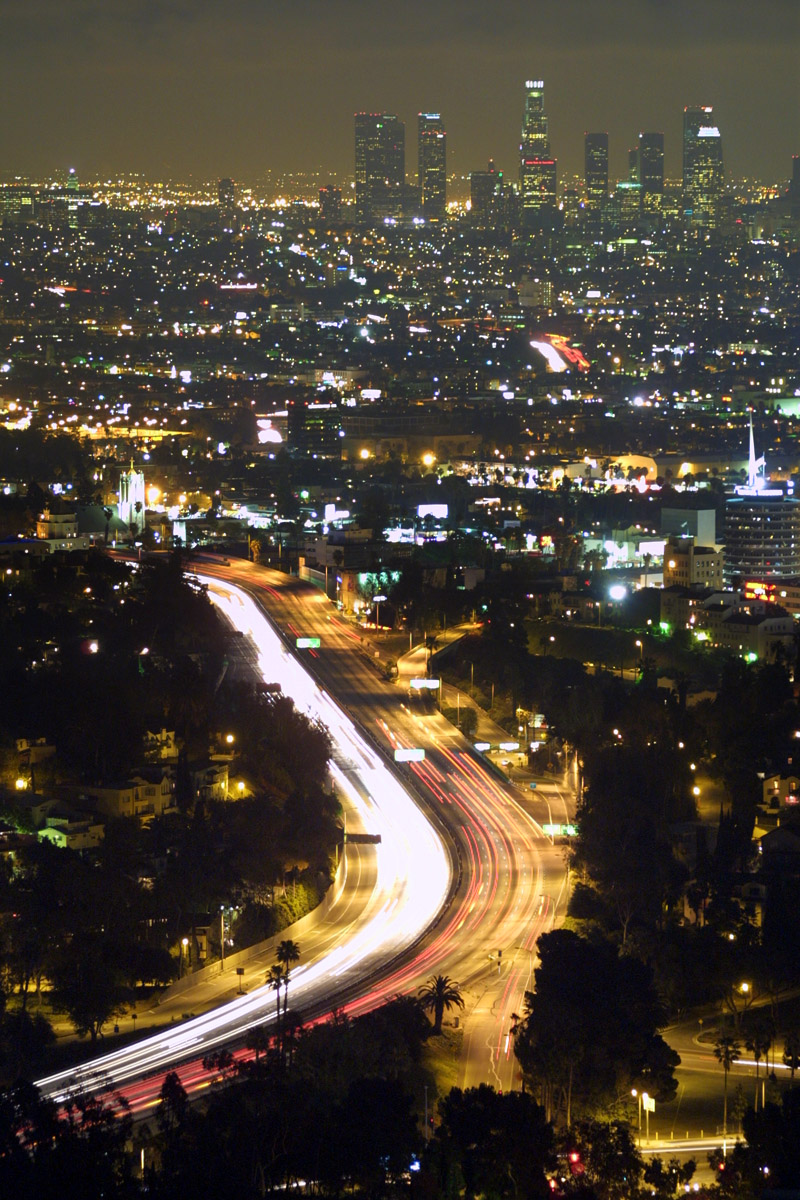
好莱坞高速公路夜景（背景高楼为洛杉矶市区）

好莱坞高速公路从洛杉矶市区附近的四层交流道开始作为101号美国国道向西北方向延伸。公路沿途有出口前往著名的好莱坞大道（Hollywood Boulevard）和日落大道（Sunset Boulevard）。在好莱坞交流道与东西方向的文图拉高速公路交汇之后，好莱坞高速公路的编号变为170号加州州道（101号美国国道开始以“文图拉高速公路”的名称向西延伸，而文图拉高速公路的东段则编为134号加州州道），之后继续向北直行直到在圣费尔南多谷汇入5号州际公路之间的路段则编为134号加州州道。值得注意的是，文图拉高速公路（134号加州州道部分）西向路段在好莱坞交流道并无匝道连接到好莱坞高速公路（101号美国国道部分）的南向路段，因此机动车辆需要在134号加州州道的提前驶出高速公路，途经卡温格大道（Cahuenga Boulevard）和兰克西姆大道（ Lankershim Boulevard），在好莱坞环球影城附近重新进入101号美国国道。同样的，在101号美国国道向北行驶的车辆也无法通过交流道前往134号加州州道向东行驶，除非提前离开高速公路借道文图拉大道（Ventura Boulevard）。好莱坞交流道以北的好莱坞高速公路在若干英里处汇入名為“金州高速公路（Golden State Freeway）”的5号州际公路。由于两条高速公路夹角很小，所以无法从北向的134号加州州道换道前往南向的5号州际公路。
5号州际公路和好莱坞交流道之间的好莱坞高速公路（170号加州州道）建有24小时有效的高乘載車道，并有匝道与5号州际公路的高承载车道直接相连。继续向北行驶的车辆可以一直享用高承载车道前往14号加州州道而无需换到常规车道。

## 历史

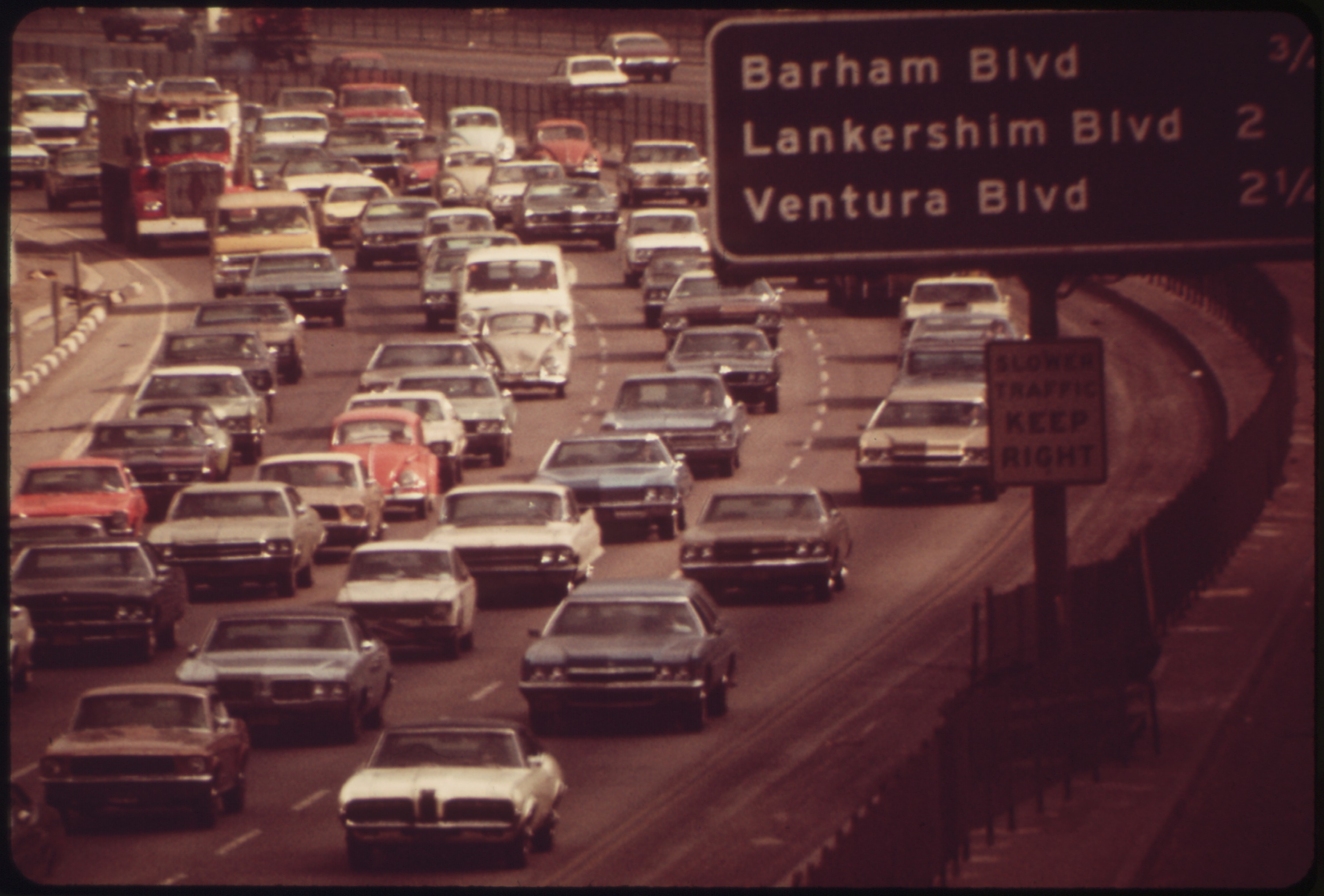
好莱坞高速公路在卡温格山口附近的路段（拍摄于1972年）

有关好莱坞高速公路的规划始于1924年，当时洛杉矶的选民批准了一项修筑连接洛杉矶市中心和圣费尔南多谷的“免停车快速公路”的工程。翻越卡温格山口的长为1.5英里的路段率先动工，并于1940年6月15日通车。当时这一路段称为“卡温格山口高速公路（Cahuenga Pass Freeway）”。文图拉高速公路交流道和洛杉矶市区之间的其他路段则于1954年4月16日通车，造价大约5,500万美元。好莱坞高速公路在文图拉高速公路以北连向5号州际公路的路段则于1968年竣工。好莱坞高速公路穿越了人口密集的区域，使得许多建筑被迫拆迁，包括演员鲁道夫·瓦伦蒂诺在威特利高地的住宅。工程产生的废渣倒入沙维·拉文山谷，这里后来修建了道奇体育场。
好莱坞高速公路通车一年以后，日均车流量即达到了183,000，几乎高达其设计容量的两倍。著名演员鲍勃·霍普曾戏称它是“世界上最大的停车场”。1967年，好莱坞高速公路的入口开始安装匝道信号灯，成为加州第一条拥有这种装置的高速公路。
在佛蒙特大道和好莱坞高速公路之间的出入口处拥有一段相当宽的中央隔离带，这曾经是假想中的“比弗利山高速公路（Beverly Hills Freeway）”与好莱坞高速公路之间的交流道。比弗利山高速公路的计划于1970年代终止，这些路段后来成为了2号加利福尼亚州州道。